# كليفتون جونسون
كليفتون جونسون (بالإنجليزية: Clifton Johnson)‏ هو قاضي ومحامي وسياسي أمريكي، ولد في 9 ديسمبر 1941، وتوفي في 25 يونيو 2009.